# Fuchsstadt
Fuchsstadt es un municipio alemán ubicado en el distrito de Bad Kissingen, en la región administrativa de Baja Franconia, Baviera. Tiene una población estimada, a fines de 2020, de 1881 habitantes.
Forma parte de la comunidad administrativa (Verwaltungsgemeinschaft) de Elfershausen.
Está situado en el valle del Saale francónico, rodeado por las estribaciones de la cadena montañosa Rhön.